# Amaporã
Amaporã là một đô thị thuộc bang Paraná, Brasil. Đô thị này có diện tích 384,734 km², dân số năm 2007 là 5378 người, mật độ 13,5 người/km².